# Đại học Paris Diderot
Đại học Paris Diderot (Université Paris Diderot), nguyên là Đại học Paris 7, là một trường đại học công lập cũ ở Paris, Pháp, hoạt động từ năm 1970 đến năm 2019. Đây là một trong những sự kế thừa từ khoa Khoa học của Đại học Paris (cùng với Paris 6), ngôi trường mà đã thành lập ở giữa thế kỷ 12, một trong những trường đại học được thành lập sớm nhất ở châu Âu. Nó đã đổi tên như hiện tại từ năm 1994.
Trường đại học này nổi tiếng trong việc giảng dạy các môn khoa học đặc biệt là toán học. Thực tế, nhiều kết quả nghiên cứu về các lý thuyết xác suất cơ bản đã được khám phá ở một trong các trung tâm nghiên cứu của trường này, Laboratoire de Probabilités et Modèles Aléatoires (Phòng thí nghiệm xác suất và các mô hình ngẫu nhiên).